# Elisa Pozza Tasca
Elisa Pozza Tasca (Tripoli, 29 marzo 1941) è un'ex politica italiana.

## Biografia
Viene eletta deputata per la prima volta nel 1994 nelle liste del Patto Segni, nel 1996 conferma il seggio presentandosi all'interno di Rinnovamento Italiano. In seguito ai contrasti tra pattisti e diniani, segue in un primo tempo Mariotto Segni, poi aderisce all'Italia dei Valori e quindi a I Democratici. Ha fatto parte della Delegazione Parlamentare al Consiglio d'Europa. Termina il proprio mandato alla Camera nel 2001.
Dopo l'impegno politico è ritornata ad assumere ruoli nell'associazionismo e nel volontariato.